# Pagan Souls of Ryczyn...Zvantevith
Pagan Souls of Ryczyn...Zvantevith – archiwalne drugie demo projektu muzycznego Eternal Fear zarejestrowane przez Nerthona w zaodrzańskim studiu nagraniowym w Oławie. Wydane przez Warhagan Records na kasecie magnetofonowej w 1995 oraz wznowione przez francuską wytwórnie Obscure Dungeon Records w 2017 roku.

## Lista utworów
Opracowano na podstawie materiału źródłowego
1. „Lupus Luna” – 02:32
2. „Church Mirage” – 04:78
3. „Oder Bell” – 01:48
4. „Recurrence of 1037” – 03:56
5. „The Underneath” – 03:07

## Twórca
Opracowano na podstawie materiału źródłowego
Eternal Fear w składzie
- Bartosz „Nerthon” Źrebiec – syntezator, instrumenty klawiszowe

Gościnie
- Darek „Grom” Gromny (ex) – Vallachia – gitara
- Jacek „Quithe” Bagiński (ex) – Vallachia – szepty, deklamacja, liryki

Produkcja
Bartosz Źrebiec – miksowanie